# Mark Söhngen
Mark Söhngen (1954) is een Nederlandse trekzakbespeler en afkomstig uit Helmond. Op z'n tiende kreeg hij een accordeon. Zijn vader zong in het zangkoor, zijn moeder had piano gespeeld en thuis draaiden ze licht klassiek. Zijn moeder had een vriendin die accordeon speelde en daar kon je zo lekker bij zingen.
Na een paar jaar hield hij het even voor gezien, maar eenmaal op het gymnasium in Deurne haalde hij de trekzak weer uit de kast. Het was de tijd van Bob Dylan en the Byrds en vanuit Engeland rukte de folkrock op.
Het bandje waar hij in Helmond bij zat, heette Volkoren. Toen hij eenmaal naar Nijmegen was verkast, werd hij lid van de band Volluk, die met heel linkse teksten werkte. Eigenlijk was hij naar Nijmegen gekomen voor de studie theologie maar die studie was spoedig van de baan.
Söhngen en zijn vaste maat Mart Heijmans hebben hun sporen verdiend als workshopdocent, met schoolconcerten met het Luiaerdsgild en Kruis & Mol, in de klezmer-muziek met Kalarash en cajunmuziek met Captain Gumbo en als schrijvers van verschillende muziekboeken. 
Heijmans en Söhngen vormen sinds 1980 het duo Kruis & Mol waarmee ze schoolconcerten geven, waarbij ze schoolkinderen laten meezingen en -spelen. 
Söhngen geeft workshops en heeft een aantal studieboeken voor accordeon en trekharmonica op zijn naam staan. Met zijn cajun- en zydecoband Captain Gumbo maakte hij vijf cd's en gaf hij honderden concerten in binnen- en buitenland. 
Mart Heijmans (1954) is werkzaam als muziekdocent in het basisonderwijs. Hij speelt verder in onder meer de klezmergroep Kalarash en solo als Schotse piper. Hij geeft klezmer workshops voor organisaties in binnen- en buitenland. Daarnaast verzorgde hij verschillende muziekuitgaven op het gebied van klezmermuziek.
Söhngen verrichtte gedurende de jaren 70 in Brabant veldwerk op het gebied van de overgeleverde volksmuziektradities. Liederen waarvan uit de literatuur bekend was dat ze soms honderden jaren oud waren, bleken nog steeds gezongen te worden. In een mondelinge traditie overgeleverd van ouder op kind, geholpen door liedschriftjes waar "ons moeder en haar moeder" de teksten ingeschreven hadden.
Dit werd het repertoire waar Söhngen mee aan de slag ging. Met verschillende muziekgroepen zoals Volkoren, Pijpekruid en Volluk ging hij hiermee optreden.

## Instrumenten van het duo
- Söhngen: zang, diverse trekharmonica's, accordeon, concertina.
- Heijmans: zang, gitaar, doedelzak, rommelpot, cister, lepels, sopraansax

## De albums van Captain Gumbo
- Productie Music & Words
- 2001: Gumbo no. 5
- 1997: Midlife Two Step
- 1994: Chank-a-Chank
- 1992: Back a la Maison
- 1990: 1 More 2 Step

## Bron
- Gedeelte van de bovenstaande tekst is ontleend aan het Eindhovens Dagblad, 1 september 2001, uit een artikel van Ed van de Kerkhof

- International Standard Name Identifier: 0000 0003 8861 3663
- Nederlandse Thesaurus van Auteursnamen: 154848654
- Virtual International Authority File: 281827146
- WorldCat: E39PBJxt3TyMFTxPrXRkJyGvHC